# ضدبرنامه (تلویزیون)
در برنامه‌ریزی فهرست پخش همگانی، ضدبرنامه به عمل ارائهٔ برنامه‌های تلویزیونی برای جذب مخاطبان از یک ایستگاه تلویزیونی دیگر که یک رویداد بزرگ را پخش می‌کند گفته می‌شود. همچنین، ضدبرنامه به زمانی اشاره می‌شود که شرکت رقیب، چیزی متفاوت از برنامه طرف مقابل را به عنوان جایگزین برای افزایش حجم مخاطبان ارائه می‌دهد.

## ایالات متحده آمریکا
رویدادهای اصلی که در ایالات متحده برنامه‌ریزی می‌شوند، سوپر بول، اسکار و بازی‌های المپیک هستند.

### سوپر بول
سوپر بول که یکی از پربیننده‌ترین رویدادهای تلویزیونی ورزشی در ایالات متحده بود، در طول دههٔ ۱۹۹۰ به دلیل برنامه‌های نمایش بین دو نیمه قبلی خود به یک هدف قابل توجه ضدبرنامه تبدیل شد. در طول ۲۶امین دورهٔ سوپر بول، فاکس یک قسمت زنده با موضوع فوتبال از «رنگ‌های زنده» را در مقابل پخش کرد (شامل یک ساعت شمارش معکوس روی صفحه تا طرفداران بدانند چه زمانی به بازی برگردند). این برنامه ۲۲ میلیون بیننده داشت.

### جوایز اسکار
در سال ۲۰۰۷، سری رقابت‌های جام ناسکار با هفتاد و نهمین دوره جوایز اسکار برگزار شد. مسابقات اتوکلاب در سال ۲۰۰۸ با تأخیر باران مواجه شد و ناخواسته همزمان با بخشی از هشتادمین دوره جوایز اسکار پخش شد و زمان شروع آن به حدود ساعت ۳ بعدازظهر به تعویق افتاد. در سال ۲۰۰۹، مسابقه عمداً برای ساعت ۳ بعدازظهر برنامه‌ریزی شده بود که با پخش تلویزیونی هشتاد و یکمین دورهٔ جوایز اسکار همزمان بود. بیل وانگر، معاون ارشد برنامه‌ریزی و تحقیقات فاکس اسپورت، از این ایده حمایت کرد و معتقد بود که مسابقات نسکار «می‌تواند در مقابل هر رقابتی ایستادگی کند»، با این استدلال که اسکار و مسابقه به ترتیب برای مخاطبان زن و مرد جذابیت دارند.

## بریتانیا
در بریتانیا، آفکام می‌تواند پخش‌کنندگانی را که به‌طور عمدی برنامه‌هایی را ضدبرنامهٔ دیگری برای آسیب رساندن به رتبه‌بندی‌های پخش کننده دیگر انجام می‌دهند مجازات کند.